# Grand Cru
Albums de Deen Burbigo
Fin d’après-minuit
(2014) Cercle vertueux
(2020)
Grand cru est le premier album studio du rappeur français Deen Burbigo, sorti le 17 avril 2017 sous les labels Maison Grand Cru et Virgin Music.

## Liste des pistes
| 1.  | Retour en arrière                       | Deen Burbigo                    | En'Zoo                     | 3:34 |
| 2.  | On y va                                 | Deen Burbigo                    | Amine Edge, Thug Dance     | 4:15 |
| 3.  | Me réveiller                            | Deen Burbigo                    | En'Zoo                     | 3:29 |
| 4.  | Chaos                                   | Deen Burbigo                    | En'Zoo                     | 3:01 |
| 5.  | Ma bande (feat. Jok'Air)                | Deen Burbigo, Jok'Air           | Alex Lustig, Cruz Kvanh    | 4:24 |
| 6.  | Pas une autre                           | Deen Burbigo                    | Pops                       | 3:28 |
| 7.  | Coupe le son (feat. Caballero & Makala) | Deen Burbigo, Caballero, Makala | Varnish la Piscine         | 3:53 |
| 8.  | En principe                             | Deen Burbigo                    | Cookin Soul                | 3:13 |
| 9.  | Freedom (feat. Némir)                   | Deen Burbigo, Némir             | En'Zoo                     | 3:21 |
| 10. | Là gamin                                | Deen Burbigo                    | Richie Beats               | 3:52 |
| 11. | Fauché                                  | Deen Burbigo                    | Chilea's, Krisy            | 3:43 |
| 12. | Tu rêves (feat. Nekfeu)                 | Deen Burbigo, Nekfeu            | En'Zoo                     | 3:47 |
| 13. | Fils de riches (feat. Eff Gee & Stutt)  | Deen Burbigo, Eff Gee, Stutt    | Chilea's, Just Music Beats | 3:33 |
| 14. | Faut pas t'en faire (feat. Gros Mo)     | Deen Burbigo, Gros Mo           | En'Zoo                     | 3:44 |
| 15. | Rêve d'ado                              | Deen Burbigo                    | Chilea's                   | 2:24 |

## Titres certifiés en France
- Tu rêves (feat. Nekfeu)  Or [1]

### Ventes et certifications
| Région        | Certification | Ventes/Streams |
| ------------- | ------------- | -------------- |
| France (SNEP) | Or            | 50 000         |